# 정승수
정승수(鄭承秀, ? - ?)는 조선 중기의 무신이다. 충의위로 있다가 출사하여 부호군(副護軍)을 역임하였다. 하성부원군 정현조와 이징의 딸 이씨 사이에서 태어났다. 본관은 하동이다.

## 생애
아버지 정현조는 세조의 딸 의숙공주와 결혼하였으나 슬하에 소생이 없어 충찬위 이징의 딸 이씨와 결혼하여 9남 1녀를 두었다. 그러나 의빈은 재취지례무(再娶之例無)라는 원칙에 의해 후처로 인정되지 않으면서 첩으로 논정되어 서자가 되었으나, 뒤에 중종의 특명으로 윤허되었다.
이후 충의위(忠義衛)가 되었다가 출사하여 부호군(副護軍)이 되었다. 그의 누이는 왕족인 종성령(鍾城令) 이구(李球)에게 출가하였다. 묘소는 광주군 신원에 안장되었다.

## 가계
아버지 정현조는 세조의 딸 의숙공주에게는 자녀가 없고 이징의 딸 우계 이씨에게서 9남 1녀를었다.
- 아버지 : 정현조
- 어머니 : 의숙공주, 자녀 없음
- 어머니 : 우계 이씨, 이징의 딸
  - 동생 : 승영(承英, 장사랑(將仕郞), 묘는 양주 이답면
    - 조카 : 광(廣)

  - 동생 : 승장(承장, 사헌부감찰, 성종 갑인(1494) ~ 명종 기유(1549)) 묘는 군포 부곡동 탄현 경좌
  - 제수 : 전주이씨, 묘는 공묘하
  - 제수 : 고령신씨, 묘는 쌍분
    - 손자 : 류(瑠)

  - 누이 : 왕족 종성령(鍾城令) 이구(李球)에게 출가
  - 동생 : 승화(承華)
    - 조카 : 충(忠)
    - 조카 : 신(臣)

  - 동생 : 승란(承蘭)
    - 조카 : 경(瓊)
    - 조카 : 영(暎)
    - 조카 : 림(琳)

  - 동생 : 승무(承武)
    - 조카 : 적(籍)
    - 조카 : 간(簡)
    - 조카 : 전(箋)

  - 동생 : 승범(承範)
  - 동생 : 승온(承蘊, 사역원정(司譯院正)
  - 동생 : 승동(承董, 예빈시첨정(禮賓侍僉正) 
    - 조카 : 요(堯)
    - 조카 : 순(舜)
    - 조카 : 우(禹)
    - 조카 : 직(稷)
    - 조카 : 기(夔)

- 부인 : 충주박씨, 현감 박규(朴珪)의 딸
  - 아들 : 언백(彦伯)
  - 딸 : 하동정씨
  - 사위 : 오성도정 이신손(烏城都正 李神孫, 1497년 ~ 1590년 3월 11일), 영양군 이함(英陽君 李涵)의 아들, 임영대군 구의 손자

## 같이 보기
- 정현조
- 정숭조
- 정인지
- 이징
- 이지방
- 이경항
- 이길남